# Новотагамлицька волость
Новотагамлицька волость — адміністративно-територіальна одиниця Костянтиноградського повіту Полтавської губернії з центром у селі Новий Тагамлик.
Старшинами волості були:
- 1900—1904 роках Трохим Якович Валко[1],[2];
- 1913 року Петро Лаврентійович Шерстюк[3];
- 1915 року Іван Михайлович Огуй[4].